# Antònia Sanjuan i Vidal
Antònia Sanjuan Vidal, coneguda com a Antoñita Rusel (Barcelona, 20 d’abril de 1923 - íd. 19 de febrer de 2021), va ser una cantant que va fer la seva carrera en les dècades de 1940 i 1950. En la dècada de 1940 va interpretar una cançó que es va fer molt coneguda: Mi casita de papel.

## Formació
Era la filla petita de vuit germans quan la seva mare va morir. El pare es va tornar a casar i encara va tenir tres germans més. Nascuda al carrer de l’Argenteria de Barcelona, va estudiar en el col·legi públic del Parc de la Ciutadella, a les monges adoratrius i en escoles de l’Ajuntament. Amb un veí, el mestre Olivella, estudiava solfeig i piano, i una professora italiana li va «educar la veu». Després de la guerra va fer mecanografia i va aprendre de modista, que seria la seva professió.

## Carrera musical
Després de guanyar el primer premi en un concurs de cant que feia Ràdio Barcelona al Circ Price, en la categoria Canciones y melodías, va entrar en contacte amb el músic Sebastià Albalat, que la va fer debutar aquell mateix any de 1943 a El Prado de Sitges. En aquell moment va adoptar el pseudònim de Lina Dalvy (Dalvi).
El mateix any de 1943 va enregistrar, amb l’orquestra del Teatre Victòria, un primer disc, «La flor de la nieve», amb lletra de l’escriptora Cecília A. Mantua, que més tard triomfaria amb la sardana La Pepa maca. A finals de 1943 Sebastià Albalat formà un trio vocal per a la seva orquestrina, que anomenà Hermanas Rússell, a imatge de les americanes The Andrews Sisters. Antònia Sanjuan hi va ser des del primer moment i l'hi acompanyaven Maria Lluïsa Costa i Enriqueta Ribó; ella cantava com a solista «Il bacio», «Chiribiribí» i altres temes. A finals de 1944 va deixar el grup i va reprendre les actuacions com a solista a la Sala Novedades amb el Quinteto Nocturnos, de Joan Anton Bou, l’orquestra de Bonet de San Pedro, la d’Amadeu Rovira i l’Orquesta Novedades, que dirigia el trombonista i cantant José Valero. També va fer dues estades llargues al Club Trébol de la Via Laietana. Al 1945 el mestre Enric Oliva, que dirigia l’orquestra del Club Trébol, li va proposar fer uns enregistraments per a la discogràfica Columbia, que van ser quatre i van incloure una de les seves cançons més conegudes, Il bacio, amb què havia guanyat el concurs de Ràdio Barcelona.
L’any 1945 va entrar a la companyia de revista Scala de Berlín, que va girar amb l'espectacle «Scala 1946» pels principals teatres d’Espanya. A finals d’any la família d’Antònia Sanjuan va obligar-la a tornar a recloure’s en l’ofici de modista. Però va continuar fent actuacions a la ràdio en els dos anys següents, en el programa de cara al públic Álbum de canciones olvidadas, que se celebrava quinzenalment a la cúpula del Teatre Coliseum, i s'emetia en directe a través de la cadena SER per a tot Espanya. El dirigia i en feia els guions Antoni Losada, amb el mestre Octavi Cunill al piano i com a responsable dels arranjaments. Cunill va proposar-li fer actuacions a Casa Llibre, un saló de te de l’Hotel Arycasa, on l’acompanyaria el Quintet Vienès i ella oferiria al públic un repertori més clàssic que a la ràdio. S'hi estigué fins al novembre de 1948 quan, en casar-se, va instal·lar-se al Masnou i va abandonar la música. L'any 1945, després de tenir un fill, va tornar a fer actuacions a Ràdio Barcelona, i esporàdicament, en sales de Madrid, com Pasapoga i Recoletos. Encara fins l’any 1961, amb l’empresari Ricard Ardévol o a la ràdio, va continuar fent actuacions ocasionals.
La seva carrera és representativa d’un temps en què ser dona limitava clarament les llibertats i les possibilitats professionals. Així, va haver de deixar tres cops la carrera musical: l’any 1945 per tornar a l’ofici respectable de modista, quan ja havia iniciat una carrera d’un cert èxit, fent gires amb una companyia; l’any 1948, en casar-se i formar una família; i finalment l’any 1961.